# Ritratto di vecchio norimberghese
Ritratto di vecchio norimberghese è un dipinto olio su tela, conservato al Kunsthistorisches Museum di Vienna, opera di Giovanni Cariani.

## Storia
Il dipinto è uno dei pochi firmati dall'artistaː Joanes cariani/p.
Il ritratto fu commissionato al Cariani nel 1546 a Venezia, probabilmente eseguito entro il 1550 e raffigura un vecchio che il pittore indica proveniente da Norimberga, ma non ci dice il suo nome. Tutti gli elementi del quadro, permettono di analizzare la maturità dell'artista, essendo eseguito in tarda età. Il Cariani aveva nella sua vita studiato e incontrato grandi pittori veneziani come il Giorgione, il Tiziano, il Lorenzo Lotto e il suo amico Andrea Previtali, trasferitosi a Bergamo, sua città natale, aveva incontrato la pittura lombarda, tornato poi a Venezia, si dedicò maggiormente alla ritrattistica, e questo lavoro risale all'ultimo periodo veneziano.

## Descrizione
Oltre alla firma dell'autore, il quadro contiene tutte le informazioni necessarie alla lettura sia del dipinto, che del personaggio. Il vecchio ritratto tiene tra le mani una pergamena che nella parte superiore cita:
Da qui si evince che il quadro ritrae un uomo di Norimberga nato il 17 marzo 1470, e ripreso come si presenta nel 1536.
La seconda parte cita:
Questa parte venne tradotta da Troche con quel che la natura produsse piuttosto lentamente, il pittore velocemente rappresentò, quasi a volere indicare come il tempo dell'arte e della natura siano differenti. La natura trasforma l'uomo, in primo piano infatti il pittore dipinge un teschio, che s'appoggia sulla clessidra, racconto del tempo che passa, mentre l'arte ha la caratteristica di saper cogliere l'attimo nel presente, mantenendolo quasi all'eternità.
Il vecchio viene ritratto in maniera emozionale, una forzatura nei tratti, con grandi occhi sgranati, quasi impauriti, le nocche delle dita tese a indicarne lo sforzo del movimento, e le rughe accentuate sul cranio, a indicare il danno che la natura con il tempo, crea sull'uomo. Il critico d'arte Sgarbi, descrive questa spiritualità triste, vissuta in prima persona, come una meditazione sulla vecchiaia.